# 萊克伍德鎮區 (明尼蘇達州伍茲湖縣)
萊克伍德鎮區（英語：Lakewood Township）是位於美國明尼蘇達州伍茲湖縣的一個行政鎮區。

## 地方資料
萊克伍德鎮區的面積為72.08平方千米，皆為陸地。根據2020年美國人口普查的數據，當地共有人口68人，而人口密度為每平方千米0.94人。